# Колонізація екзопланет
Колонізація екзопланет — один з етапів космічної експансії людства, що передбачатиме побудову цілих комплексів та споруд, а також створення поселення на екзопланетах. Це потенційно можливий крок поширення життя по галактиці. Цей напрямок є перспективним, оскільки серед кандидатів для колонізації є екзопланети, що знаходяться в зоні, придатній для життя.
Основою розселення життя в космосі є ідея панспермії — перенесення зародків життя з подальшим його розвитком на новій планеті. Технічна можливість перельоту між зірками була обрахована в проєкті «Дедал».

## Переваги та недоліки колонізаціїекзопланет

### Недоліки
- Величезні відстані між Землею та потенційними кандидатами на колонізацію.
- Величезний час, котрий потрібен, аби дістатися одної з потенційних кандидатів на колонізацію.
- Нестача технологій для швидкого подолання шляху (наприклад Двигун викривлення (варп-двигун)).
- Невідомо, чи на екзопланетах є атмосфера, або ж магнітне поле, які б могли захистити від сонячної або іншої радіації (наприклад — радіація від газових гігантів на планети-супутники), і чи вони знаходяться в синхронному обертанні;

### Переваги
- Можна вибрати найбільш підходящого кандидата на колонізацію: поверхню з близькими кліматичними характеристиками до Землі, у так званій зоні, придатній для життя;
- Порятунок людства від потенційної катастрофи на Землі, а також збереження людської цивілізації та культури.
- Доступ до нових ресурсів, які не доступні на Землі.

## Кандидати на колонізацію
Найбільш привабливі є: Глізе 832 c (18,1 світлового року від нас), Глізе 667 Cc (24 світлових років).